# Mario Costa (Regisseur)
Mario Costa (* 1. Juni 1910 in Rom; † 22. Oktober 1995 ebenda) war ein italienischer Filmregisseur und Drehbuchautor.

## Leben
Costa begann seine Karriere in den 1930er Jahren als Schnittassistent, Produktionsleiter, Szenarist und Drehbuchautor einiger Filme zwischen 1936 und 1938. Nach einer kurzen Zeit als Filmeditor beim Istituto Luce wurde er schnell zum Regisseur von Kurzfilmen. Dabei konnte er mit Filmen wie Fontane di Roma oder I pini di Roma etliche Preise gewinnen, so 1941 beim Filmfestival Venedig die Goldmedaille für Kurzfilme.
Im Spielfilmbereich debütierte er mit La sua strada, den er auch schrieb und schnitt; nach dem Zweiten Weltkrieg spezialisierte sich Costa auf Kinofassungen von Opern; ab Mitte der 1950er Jahre widmete er seine spätere Karriere dem Genrefilm, wo er solide, jedoch nie herausragende Filme inszenierte. Mit Buffalo Bill, l’eroe del Far West, inszenierte er (unter dem ironischen Pseudonym John W. Fordson) einen der ersten Italowestern.
Costa wurde mit dem Verdienstorden der Italienischen Republik ausgezeichnet.

## Filmografie (Auswahl)
- 1938: Fontane di Roma (Kurzfilm)
- 1946: Il Barbiere di Sevilla (Il barbiere di Siviglia)
- 1948: Bajazzo (I pagliacci)
- 1953: Verzeih mir! (Perdonami!)
- 1953: Für Dich hab’ ich gesündigt (Per salvarti ho peccato)
- 1958: Mit Feuer und Schwert (Il cavaliere del castello maledetto)
- 1959: Die Gefangene der Sarazenen (I reali di Francia)
- 1960: Venus der Piraten (La venere dei pirati)
- 1961: Der schwarze Seeteufel (Gordon, il pirata nero)
- 1961: Der Eroberer von Korinth (Il conquistatore di Corinto)
- 1962: Der Gladiator von Rom (Il gladiatore di Roma)
- 1962: Der Sohn des Scheichs (Il figlio dello sceicco)
- 1963: Reiter des Schreckens (Il terrore dei mantelli rosse)
- 1964: Das war Buffalo Bill (Buffalo Bill, l’eroe del far west)
- 1970: Die Bestie (La belva)